# Trulli
Trulli – założony przez Jarno Trullego szwajcarski zespół wyścigowy, który zadebiutował w Formule E w sezonie 2014/2015.

## Historia
W inauguracyjnym sezonie Formuły E – 2014/2015 – wystartuje dziesięć zespołów. Początkowo wśród uczestników był Drayson Racing, który jednak wycofał się. W czerwcu 2014 roku zgłoszenie Draysona przejął TrulliGP. Zespół ten został założony przez Jarno Trullego, który w latach 1997–2011 ścigał się w Formule 1. Drayson pozostał zaangażowany w zespół, zapewniając wsparcie sponsorskie i techniczne, między innymi w postaci technologii bezprzewodowego ładowania baterii. Siedziba zespołu znajduje się w Szwajcarii. Szefem Trulli został Lucio Cavuto, podczas gdy jako drugiego kierowcę wybrano Michelę Cerruti, która ścigała się m.in. w serii Auto GP. Od początku lipca 2014 roku zespół jest zarządzany przez Super Nova Racing.

## Wyniki w Formule E
| Legenda oznaczeń w tabelach wyników Wyświetl szablon na nowej stronie | Legenda oznaczeń w tabelach wyników Wyświetl szablon na nowej stronie                                                                     |
| Oznaczenie                                                            | Wyjaśnienie |
| --------------------------------------------------------------------- | --- |
| Złoty                                                                 | Zwycięzca lub mistrzostwo |
| Srebrny                                                               | 2. miejsce lub wicemistrzostwo |
| Brązowy                                                               | 3. miejsce lub II wicemistrzostwo |
| Zielony                                                               | Ukończył, punktował (w klasyfikacji generalnej, gdy zdobył co najmniej jeden punkt na przestrzeni sezonu, poza trzema powyższymi opcjami) |
| Niebieski                                                             | Ukończył, nie punktował (w klasyfikacji generalnej, gdy nie zdobył co najmniej jednego punktu na przestrzeni sezonu)                      |
| Czerwony                                                              | Nie zakwalifikował się (NZ) |
| Czerwony                                                              | Nie prekwalifikował się (NPK) |
| Różowy                                                                | Nie ukończył (NU) |
| Różowy                                                                | Niesklasyfikowany (NS) (w klasyfikacji generalnej, gdy nie został sklasyfikowany w żadnym wyścigu sezonu)                                 |
| Czarny                                                                | Zdyskwalifikowany (DK) |
| Czarny                                                                | Wykluczony (WYK/EX) |
| Biały                                                                 | Nie wystartował (NW) |
| Biały                                                                 | Kontuzjowany (K/INJ) |
| Biały                                                                 | Wyścig odwołany (OD/C) |
| Bez koloru                                                            | Został wycofany (WYC/WD) |
| Bez koloru                                                            | Nie przybył (NP/DNA) |
| Bez koloru                                                            | Nie brał udziału w treningach (NT/DNP) |
| Bez koloru                                                            | Nie został zgłoszony (–) |
| Pogrubienie                                                           | Start z pole position |
| Kursywa                                                               | Najszybsze okrążenie wyścigu |
| †                                                                     | Nie ukończył, ale jego rezultat został zaliczony ze względu na przejechanie więcej niż 90% dystansu wyścigu.                              |
| *                                                                     | Sezon w trakcie |
| 1/2/3                                                                 | Punktowana pozycja w sprincie kwalifikacyjnym                                                                                             |
| Lista systemów punktacji Formuły 1                                    | |

| Sezon     | Zespół                | Samochód              | Kierowcy          | Wyniki w poszczególnych eliminacjach | Wyniki w poszczególnych eliminacjach | Wyniki w poszczególnych eliminacjach | Wyniki w poszczególnych eliminacjach | Wyniki w poszczególnych eliminacjach | Wyniki w poszczególnych eliminacjach | Wyniki w poszczególnych eliminacjach | Wyniki w poszczególnych eliminacjach | Wyniki w poszczególnych eliminacjach | Wyniki w poszczególnych eliminacjach | Wyniki w poszczególnych eliminacjach | Wyniki kierowców | Wyniki kierowców | Wyniki zespołu | Wyniki zespołu |
| 2014/2015 |                       |                       |                   |                                      | Malezja                              | Urugwaj                              | Argentyna                            | Stany Zjednoczone                    | Stany Zjednoczone                    | Monako                               | Niemcy                               | Rosja                                | Wielka Brytania                      | Wielka Brytania                      | Pkt.             | Msc.             | Pkt.           | Msc.           |
| --------- | --------------------- | --------------------- | ----------------- | ------------------------------------ | ------------------------------------ | ------------------------------------ | ------------------------------------ | ------------------------------------ | ------------------------------------ | ------------------------------------ | ------------------------------------ | ------------------------------------ | ------------------------------------ | ------------------------------------ | ---------------- | ---------------- | -------------- | -------------- |
| 2014/2015 | Trulli Formula E Team | Spark-Renault SRT_01E | Jarno Trulli      | NU                                   | 17                                   | 4                                    | NU                                   | 15                                   | NU                                   | 11                                   | 19                                   | 18                                   | 15                                   | NU                                   | 15               | 20               | 17             | 10             |
| 2014/2015 | Trulli Formula E Team | Spark-Renault SRT_01E | Michela Cerruti   | 15                                   | NU                                   | 12                                   | NU                                   | -                                    | -                                    | -                                    | -                                    | -                                    | -                                    | -                                    | 0                | 29               | 17             | 10             |
| 2014/2015 | Trulli Formula E Team | Spark-Renault SRT_01E | Vitantonio Liuzzi | -                                    | -                                    | -                                    | -                                    | 16                                   | 13                                   | NS                                   | 9                                    | 17                                   | -                                    | -                                    | 2                | 23               | 17             | 10             |
| 2014/2015 | Trulli Formula E Team | Spark-Renault SRT_01E | Alex Fontana      | -                                    | -                                    | -                                    | -                                    | -                                    | -                                    | -                                    | -                                    | -                                    | NU                                   | 14                                   | 0                | 32               | 17             | 10             |